# NGC 5987
NGC 5987 est une vaste galaxie spirale située dans la constellation du Dragon. Sa vitesse par rapport au fond diffus cosmologique est de (3046 ± 4 km/s), ce qui correspond à une distance de Hubble de 44,9 ± 3,2 Mpc (∼146 millions d'al). NGC 5987 a été découverte par l'astronome germano-britannique William Herschel en 1788.
La classe de luminosité de NGC 5987 est II et elle présente une large raie HI. 
À ce jour, sept mesures non basées sur le décalage vers le rouge (redshift) donnent une distance de 44,629 ± 9,199 Mpc (∼146 millions d'al), ce qui est à l'intérieur des valeurs de la distance de Hubble.

## Groupe de NGC 5985
Selon Abraham Mahtessian, NGC 5987 fait partie du groupe de NGC 5985. Ce groupe de galaxies compte au moins cinq membres. Les quatre autres galaxies du groupe sont NGC 5981, NGC 5982, NGC 5985 et NGC 5989.
A. M. Garcia mentionne aussi le groupe de NGC 5985, mais la galaxie NGC 5981 n'apparaît pas sur sa liste.